# Гу (Грузия)
Гу (груз. ღუ) — село в Грузии, на территории Цагерского муниципалитета края (мхаре) Рача-Лечхуми и Нижняя Сванетия.

## География
Село находится в северной части Грузии, к востоку от реки Ладжануры, на расстоянии приблизительно 6 километров (по прямой) к юго-востоку от города Цагери, административного центра муниципалитета. Абсолютная высота — 836 метров над уровнем моря.

## Население
По результатам официальной переписи населения 2014 года, в Гу проживало 34 человека (13 мужчин и 21 женщина). В национальной структуре населения грузины составляли 100 %.
| Год  | Население, человек |
| ---- | ------------------ |
| 2002 | 71                 |
| 2014 | ↘ 34               |